# Protocoleòpters
Els protpcoleòpters (Protocoleoptera) són un subordre extint de coleòpters primitius del Permià inferior (fa uns 280 milions d'anys). És un grup format per diverses famílies, una de les quals inclouria l'ancestre dels actuals coleòpters. S'han descrit 125 espècies.
Recorden als moderns Cupedidae però es diferencien dels actuals coleòpters per posseir més d'11 artells antenals, nombroses venes transversals en els èlitres i l'abdomen curt proveït d'un llarg ovipositor extern; els èlitres i les ales membranoses eren més llargs que l'abdomen i aquestes no es plegaven, de manera que els èlitres no formen encara un estoig protector.

## Taxonomia
Els protocoleòpters inclouen 3 superfamílies i 7 famílies:
- Superfamília Tshekardocoleoidea
  - Família Tshekardocoleoidae
  - Família Labradorocoleoidae
  - Família Oborocoleoidae
- Superfamília Permocupedoidea
  - Família Permocupedidae
  - Família Taldycupedidae
- Superfamília Permosynoidea
  - Família Ademosyndidae
  - Família Permosynidae